# 小行星11241
小行星11241（11241 Eckhout）是一颗绕太阳运转的小行星，为主小行星带小行星。该小行星于1960年9月24日发现。

## 轨道参数
小行星11241的轨道半长轴为2.9189659 UA，离心率为0.056。